# A cappella
La música a cappella és una locució que vol dir música coral sense acompanyament instrumental. El terme prové de l'italià, i es refereix al fet que a les capelles cristianes es cantava sense acompanyament instrumental. Inicialment, s'aplicava només a la música religiosa. Amb el temps, el terme es fa servir per a qualsevol música vocal sense acompanyament instrumental. En català s'escriu amb cursiva com a estrangerisme no adaptat.

## Tradicions religioses de canta cappella
El cant gregorià és un exemple de cant a cappella, així com a la majoria música vocal sagrada del Renaixement, malgrat que hi hagi una llarga tradició de cantar el primer amb acompanyament d'orgue, i que -modernament- la segona sovint s'interpreta amb instruments doblant veus, seguint el que es creu que era una pràctica habitual. En la mateixa mesura, els madrigals, fins al seu desenvolupament al primer barroc en què es comença a interpretar amb acompanyament instrumental, és sovint una forma a cappella.

### Cristianisme
Esglésies cristianes actuals que condueixen els seus serveis religiosos sense acompanyament musical inclouen els Amish, els Antics Baptistes Regulars, els Baptistes Primitius, els Germans de Plymouth, la majoria d'Esglésies de la congregació de les Esglésies de Crist, els Antics Germans Baptistes Alemanys, algunes esglésies presbiterianes exclusivament salmòdiques i l'Església Ortodoxa de l'est. Molts Mennonistes també realitzen els seus serveis sense instruments. L'Arpa Sagrada, un tipus de música religiosa folklòrica, és un estil de cant religiós a cappella, però és més utilitzat a convencions i trobades de cant que no pas a les mateixes esglésies.
Aquest estil d'interpretació, aplicat a la música polifònica va començar a desenvolupar-se a Europa al voltant de final de 1400. Sovint s'ha identificat l'inici d'aquesta pràctica amb les obres de Josquin Desprez. Recerques han mostrat que Les obres de Palestrina, al segle xvi, són considerats exemples excel·lents. Com que no es van escriure parts instrumentals, els estudiosos posteriors pensaven que el cor cantava sense acompanyament, però recerca més recent ha provat que un orgue o altres instruments "doblaven" exactament algunes de les parts vocals. Després de Palestrina, la cantata va començar a ocupar el lloc de la música a cappella.

### Judaisme
Els serveis religiosos tradicionals del judaisme no inclouen instruments musicals. És prohibit tocar un instrument durant el Sàbat. La prohibició ha estat relaxada a moltes Reformes i algunes congregacions conservadores. De manera similar, quan famílies jueves o corals grans canten cançons tradicionals de Sàbat conegudes com a zemirot, fora del context formal dels serveis religiosos, normalment ho fan a cappella. Les celebracions de Bar mitsvà i Bat mitsvà del Sàbat van sovint acompanyats de corals que canten a cappella. A més, molts jueus consideren que el període de quaranta-nou dies de l'Ómer entre Péssah i Xavuot ha de ser una època de semipenitència en què la música instrumental no és permesa. Això ha conduït a una tradició del cant a cappella de vegades conegut com a música sefirà.

### Islam
Alguns musulmans han adoptat la forma de música a cappella des que l'Islam tradicional prohibís la utilització d'instruments excepte alguna percussió bàsica. Les obres a cappella musulmanes són anomenades anasheed.

## La música a cappella moderna als EUA
Actualment, el terme s'aplica a músics o grups vocals que interpreten les seves obres sense cap acompanyament instrumental, encara que ho poden acompanyar simulant la sonoritat dels instruments amb les seves veus, micròfons i efectes electroacústics. Els King Singers van ser pioners a la dècada del 1960. La música a cappella va aconseguir una nova renaixença a partir dels anys vuitanta, estimulada pels èxits de cançons gravades per artistes com The Manhattan Transfer, Bobby McFerrin i Boys II Men
Els arranjaments de música pop per a petits conjunts a cappella inclouen normalment una veu cantant a la melodia principal, un cantant a la línia de baix rítmic i la resta de veus contribuint a l'acompanyament polifònic.
A cappella pot ser descrit també com la utilització només de les pistes d'un enregistrament multipista instrumental i vocal, per a ser remesclada o enregistrat a discs de vinil per a DJ. Alguns artistes de vegades treuen al mercat cançons dels seus enregistraments més populars que els fans poden remesclar. Un exemple és el de Danger Mouse, que va remesclar The Black Album de Jay-Z amb el The White Album dels Beatles, creant The Grey Album.
El desembre de 2006, el Recorded A Cappella Review Board (RARB) havia comptabilitzat més de 660 àlbums des de 1994, i el seu fòrum de discussió té més de 900 usuaris i 19.000 articles.

## Grupsa cappella
Alguns grups contemporanis que canten a cappella són: Banana Boat (Polònia), Les Charbonniers de l'enfer (Quebec), Cosmos (Letònia), Les Double Six (França), Wise Guys, Van Canto i Die Prinzen (Alemanya), Ladysmith Black Mambazo i Mahotella Queens (Sud-àfrica), Rockapella, Pentatonix, The Swingle Singers, Naturally 7 i Home Free (Estats Units), O'Veus (Mallorca), Pikkardiyska Tertsiya (Ucraïna), Rajaton (Finlàndia), The Real Group (Suècia), Riltons Vänner (Suècia), (França), The Voca People (Israel) i Vocal Sampling i Gema 4 (Cuba).
El septet femení Stupendams (1988-1996) va popularitzar el cant a cappella a Barcelona a la decada dels 90.
El grup valencià Melomans el 2022 va obtenir dos primers premis: Best World/Folk Album i Best Jazz/ BigBand Song per «Quisiera ser», i dos segons premis: Jazz/BigBand Album i Professional Arrangement, atorgats per la Contemporary A Cappella Society. El seu disc De cada dècada fa un homenatge unes de les cançons més icòniques del pop espanyol, «reinterpretades amb un estil a cappella modern i actualitzat».

## Emular instruments
Les persones no sempre diuen exactament paraules mentre canten a cappella; de vegades poden intentar emular els instruments reproduint la melodia amb els seus acords vocals o amb algunes de les tècniques de la música vocal sense text. Per exemple, "Twilight Zone" de 2 Unlimited era cantada a cappella com a instrumentació a la comèdia de televisió Thompkins Square. Un altre exemple famós d'emulació d'instruments a través del cant és el tema per a la sèrie La Família Adams. Grups com Vocal Sampling o Undivided intenten emular sons llatins a través del cant a cappella. L'artista vocal Bobby McFerrin és famós per les seves emulacions.
El beatboxing és un estil a cappella de la comunitat hip-hop o rap.

## Festivals
- Girona a Cappella: festival creat a Girona que té lloc des de 2012 al mes de maig.[12][13]
- International Championship of Collegiate A Cappella
- Varsity Vocals